# Інкрустація

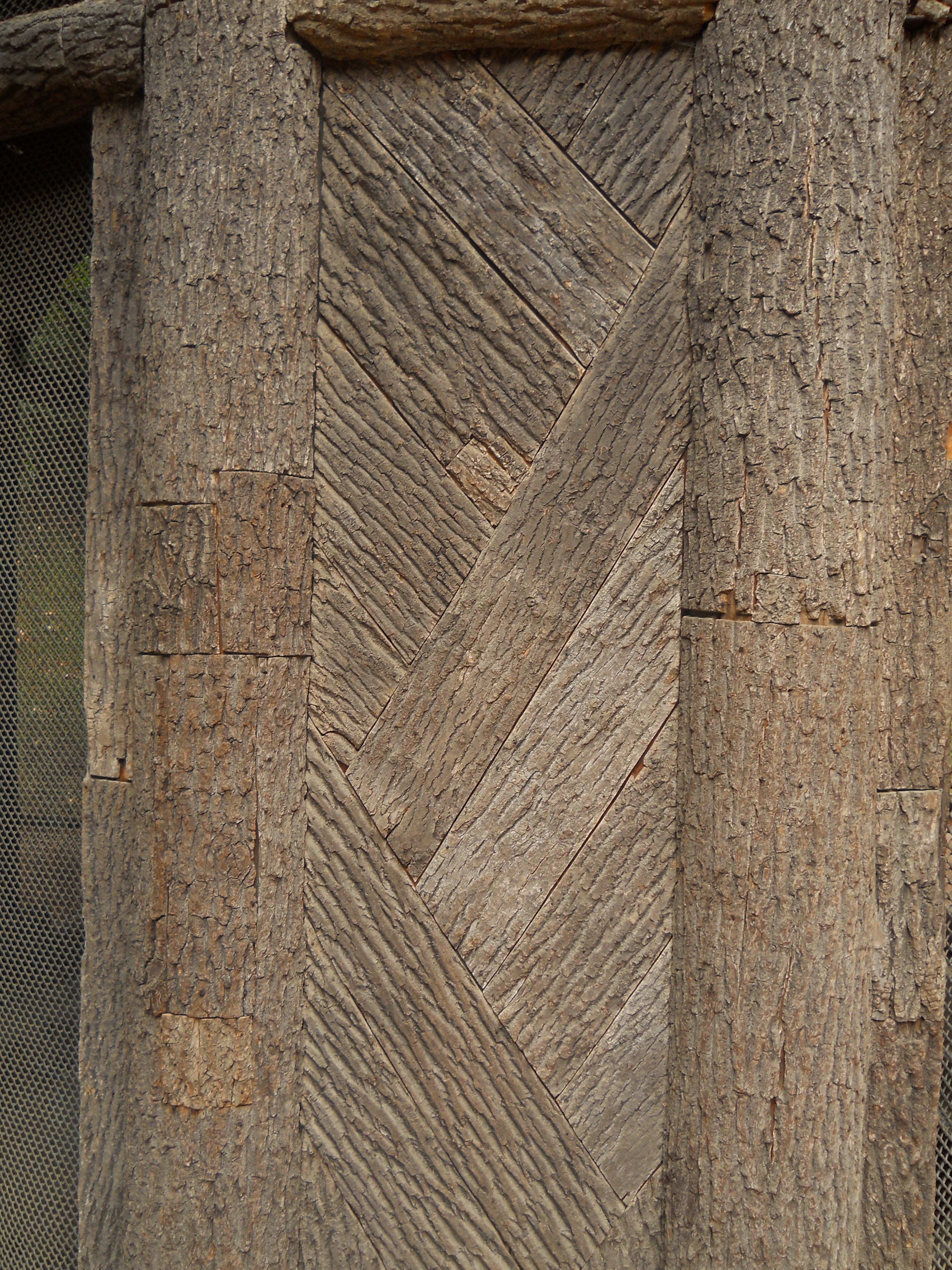
Елемент фазанника, інкрустований корою, в Софіївському дендропарку

Інкруста́ція (лат. incrustatio — букв. «покриття корою») — техніка виконання творів декоративно-прикладного мистецтва, оздоблення виробів, інтер'єрів, фасадів будівель різнокольоровими шматочками твердих матеріалів (дерева, металу, мармуру, слонової кістки, перлами та інш.).
Розрізняють також інкрустацію деревом дерева (інтарсія), металом металу (дамаскування), каменем каменю. Інкрустація деревини поширений вид декоративно-ужиткового мистецтва в Україні. В Україні, крім названих видів, поширена інкрустація соломкою (твори О. Саєнка та інших).